# Reformas de Pedro el Grande

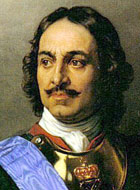
Pedro I el grande

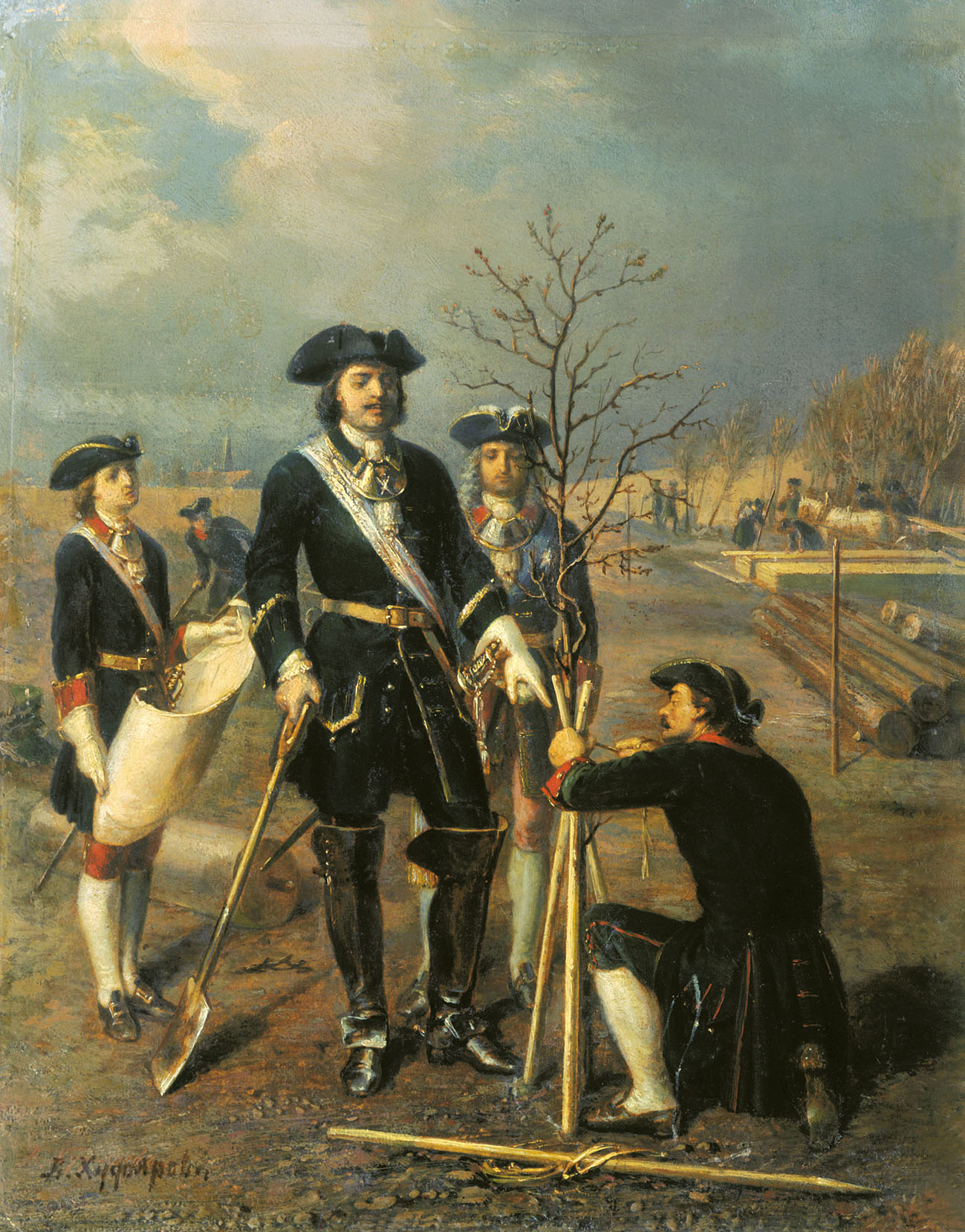
Zar Pedro I supervisando la plantación de árboles en San Petersburgo.

Las reformas de Pedro el Grande también llamadas Las reformas de Pedro I fueron una serie de transformaciones en el estado ruso y la vida pública, llevadas a cabo durante el reinado de Pedro I en Rusia.
Todos los esfuerzos de reforma de Pedro I se pueden dividir en dos períodos (etapas): 1696-1715 y 1715-1725.
La peculiaridad de la primera etapa fue la rapidez y el carácter no siempre reflexivo, que se explica por la conducta de la Guerra del Norte. Las reformas se dirigieron principalmente a recaudar fondos para llevar a cabo la guerra, se llevaron a cabo por la fuerza y con frecuencia no dieron los resultados deseados. Además de las reformas gubernamentales, en la primera etapa se llevaron a cabo amplias reformas para modernizar el estilo de vida. En el segundo período, las reformas fueron bastante más sistemáticas.
Varios historiadores, por ejemplo, Vasili Kliuchevski, señalaron que las reformas de Pedro fueron solo una continuación natural de los cambios que tuvieron lugar durante el siglo XVII. Otros historiadores (por ejemplo, Serguéi Soloviov), por el contrario, enfatizaron el carácter revolucionario de las transformaciones de Pedro.
Los historiadores, que analizaron las reformas de Pedro I, tienen diferentes puntos de vista sobre su participación personal en ellas. Un grupo cree que tanto en la elaboración del programa de reformas como en el proceso de su implementación, Pedro no desempeñó el papel principal (que se le atribuyó como Emperador de todas las Rusias). Otro grupo de historiadores, por el contrario, escriben sobre el gran papel personal de Pedro el Grande en la implementación de ciertas reformas.

## Reformas de la administración pública
Habiendo estado en Occidente, Pedro I finalmente se convenció de la necesidad de europeizar el país. Este veredicto emitido por Pedro puede llamarse el resultado principal de todos los viajes a países europeos. A su llegada a Moscú, Pedro comenzó a introducir "costumbres extranjeras", justo como las llamaba la gente. Como les pareció a los simples habitantes de la ciudad, el propio Pedro no entendió completamente la esencia de las reformas introducidas por él. La parte principal de la indignación fue causada por reformas relacionadas con la vestimenta y la apariencia en general, que solo eran como un impuesto sobre el uso de una barba. Como el propio Pedro explicó más tarde, fueron impulsados por un gran deseo de hacer que Rusia fuera al menos similar en apariencia a Europa, pero debido al caos, muchos no compartieron esta idea; o la apoyaron.
Pedro I inicialmente carecía de un programa claro de reformas en el campo del gobierno. La aparición de una nueva institución estatal o un cambio en la administración administrativa y territorial del país fue dictada por la conducción de las guerras, que requirió considerables recursos financieros y la movilización de la población. El sistema de poder heredado por Pedro I no permitió recolectar fondos suficientes para la reorganización y el aumento del ejército, la construcción de la flota, la construcción de fortalezas en San Petersburgo.
Desde los primeros años en la política de Pedro, hubo una tendencia a reducir el papel de la inútil Duma Boyarda en el gobierno. En 1699, la Cancillería Cercana se organizó en el momento del zar, y más tarde los ministros de la Concilia (Consejo), incluidos hasta 15 representantes que controlaban órdenes individuales, se reunieron en sus instalaciones. Fue un prototipo del futuro Senado Gobernante, formado el 22 de febrero (5 de marzo) de 1711. años Las últimas menciones de la Duma Boyarda (más precisamente, los "congresos de los boyardos") se refieren a 1708: en este momento, los participantes en las reuniones de los "konsiliums" podrían llamarse "boyardos" y "ministros". Desde 1708, se estableció un cierto modo de operación en la Consilia: cada ministro tenía poderes especiales, informes y actas de reuniones aparecidas.
En 1711, se estableció el Senado en lugar de la Duma Boyarda y su Consulado de sustitución. Pedro formuló la principal tarea del Senado de esta manera: “Para observar los gastos en todo el estado, e innecesario, pero especialmente vano, para dejar de lado. El dinero, como es posible recolectarlo, es el dinero la esencia de la arteria de la guerra.".
Creado por Pedro para el gobierno actual durante la ausencia del rey (en ese momento, el rey participó en la campaña de Prut), el Senado, formado por 9 personas (presidentes de colegios), cambió gradualmente de una institución gubernamental temporal a una institución gubernamental superior permanente, que fue fijada por el Decreto de 1722. Él controlaba la justicia, estaba a cargo del comercio, los honorarios y gastos del estado, supervisaba la capacidad de servicio de los nobles del servicio militar, se le asignaban las funciones de alta y órdenes de embajador.
Las decisiones en el Senado se tomaron colectivamente en la reunión general y fueron respaldadas por las firmas de todos los miembros del cuerpo estatal más alto. Por lo tanto, Pedro I delegó algunos de sus poderes en el Senado, pero al mismo tiempo asignó responsabilidad personal a sus miembros.
Simultáneamente con el Senado, apareció la posición de las autoridades fiscales. El deber del Ober-Fiscal del Senado y del Fiscal de las provincias era supervisar tácitamente las actividades de las instituciones: detectaron violaciones de decretos y abusos e informaron al Senado y al Zar. Desde 1715, la labor del Senado fue supervisada por el auditor general, que pasó a llamarse secretario en jefe desde 1718. Desde 1722, el fiscal general y el fiscal de Ober, que estaban subordinados a los fiscales, controlan el Senado. todas las demás instituciones, no tenían ninguna decisión del Senado, que no tuvo poder sin el consentimiento y firma del fiscal general. El fiscal general y su fiscal general adjunto se sometieron directamente solo al soberano.
El Senado, como gobierno, podía tomar decisiones, pero su ejecución requería un aparato administrativo. En 1717 - 1721, los cuerpos ejecutivos se reformaron, como resultado de lo cual, paralelamente al sistema de órdenes, con sus funciones vagas, se crearon colegios suecos en 13 colegios, predecesores de ministerios futuros. En contraste con las órdenes, las funciones y el alcance de las actividades de cada junta se delimitaron estrictamente, y las relaciones en el propio colegio se basaron en el principio de colegialidad de las decisiones. Se introdujeron:
- El colegio de asuntos extranjeros (extranjeros) reemplazó a la Orden de Embajadores, es decir, estaba a cargo de la política exterior.

- Colegio militar (Militar): reclutamiento, armas, equipo y entrenamiento del ejército terrestre.

- Colegio del Almirantazgo - asuntos navales, flota.

- La universidad patrimonial reemplazó la Orden Local, es decir, ella estaba a cargo de la noble tenencia de la tierra (litigios sobre la tierra, acuerdos en la compra y venta de tierras y campesinos, se consideraron los registros de espionaje) Fundada en 1721.

- Cámara de la Cámara - la recaudación de los ingresos del Estado.

- Gastos y oficios estatales - estaba a cargo del gasto estatal.

- Colegio de auditorias: controla la recaudación y el gasto de los fondos públicos.

- Colegio Comercial - Cuestiones de envío, aduanas y comercio exterior.

- Colegio de metal - negocios mineros y metalúrgicos (minería e industria industrial).

- Colegio manufacturero - industria ligera (manufacturas, es decir, empresas basadas en la división del trabajo manual).

- El Colegio de Justicia se encargaba de los asuntos de justicia civil (era operado por la servidumbre: registraba varios actos: facturas de venta, venta de patrimonios, testamentos espirituales, obligaciones). Comprometidos en juzgados civiles y penales.

- El Colegio Eclesiástico, desde 1721, el Sínodo de los santos gobernantes, gestionó los asuntos de la iglesia, reemplazó al patriarca y a los concilios de la Iglesia ortodoxa rusa. La estructura de esta junta incluía representantes del clero superior. Dado que su nombramiento fue llevado a cabo por el zar y sus decisiones fueron aprobadas, se puede decir que el emperador ruso se convirtió en el jefe de facto de la Iglesia ortodoxa rusa. Las acciones del Sínodo en nombre de las autoridades seculares superiores fueron controladas por el fiscal principal, un funcionario civil nombrado por el rey. Por decreto especial, Pedro ordenó a los sacerdotes. para llevar a cabo una misión de iluminación entre los campesinos: darles sermones e instrucciones, enseñarles a los niños oraciones, cultivar en ellos el respeto por el rey y la iglesia.

- Colegio de la pequeña Rusia: ejerció el control sobre las acciones del hetman, que era dueño del poder en Ucrania, porque existía un régimen especial de gobierno local. Después de la muerte de hetman Iván Skoropadski en 1722, se prohibió la nueva elección del hetman, y el hetman fue nombrado por decreto real. El colegio estaba dirigido por un oficial real.

Desde el 28 de febrero (10 de marzo) de 1720, el Reglamento General introdujo un sistema unificado de trabajo de oficina para todo el país en el aparato estatal. De acuerdo con los reglamentos, el colegio estaba formado por un presidente, 4-5 asesores y 4 asesores.
El lugar central en el sistema de control estaba ocupado por la policía secreta: la orden Preobrazhenski (a cargo de los delitos estatales) y la Cancillería Secreta. Estas instituciones estaban bajo la autoridad del propio emperador.
Además, estaban la Oficina de Sal, el Departamento de Cobre, la Oficina de Encuestas Territoriales.
Los "primeros" colegios llamados Militares, Almirantazgo y Asuntos Exteriores.
Había dos instituciones como colegios: el Sínodo y el Magistrado Principal.
Los colegios estaban subordinados al Senado y, a ellos, a la administración regional, provincial y distrital.
Los resultados de la reforma de la gestión de Pedro I son considerados ambiguamente por los historiadores.

## Reforma regional
Entre los años 1708-1711 se llevó a cabo la reforma regional con el objetivo de reforzar la vertical del poder en el campo y para garantizar un mejor suministro del ejército y reclutas. En 1708, el país se dividió en 8 provincias encabezadas por gobernadores, dotados de plena autoridad judicial y administrativa: Moscú, Ingria (más tarde San Petersburgo), Kiev, Smolensk, Azov, Kazán, Arjánguelsk y Siberia. La provincia de Moscú dio más de un tercio de los recibos al tesoro, seguido de la provincia de Kazán.
Los gobernadores también conocieron a las tropas estacionadas en la provincia. En 1710, aparecieron nuevas unidades administrativas, las acciones unieron a 5536 hogares. La primera reforma regional no resolvió las tareas establecidas, solo aumentó significativamente el número de funcionarios públicos y el costo de mantenerlos.
Entre 1719-1720 se llevó a cabo una segunda reforma regional, eliminando acciones. Las provincias comenzaron a dividirse en 50 provincias encabezadas por voivodas, y las provincias en distritos encabezados por comisionados de Zemstvo nombrados por la Cámara de Cámaras. Bajo la jurisdicción del gobernador quedaron solo casos militares y judiciales.

## Reforma Judicial
Bajo Pedro I, el sistema judicial sufrió cambios radicales. Las funciones de la Corte Suprema fueron recibidas por el Senado y el Colegio de Justicia. Debajo se encontraban: en las provincias - gofgerichts, o tribunales de apelación fuera de los tribunales en las grandes ciudades, y en los tribunales inferiores colegiados provinciales. Los tribunales provinciales condujeron casos civiles y penales de todas las categorías de campesinos, excepto monásticos, así como ciudadanos, no incluidos en la posad. Casos judiciales de ciudadanos incluidos en el distrito, desde 1721 encabezaron el magistrado. En otros casos, el llamado único tribunal actuó (los casos fueron resueltos por el juez de la ciudad o Zemstvo solo). Sin embargo, en 1722, los tribunales inferiores fueron reemplazados por tribunales provinciales encabezados por un voivoda. Además, los jueces fueron separados de la administración.

## Control sobre las actividades de los servidores públicos
Para controlar la implementación de las decisiones sobre el terreno y reducir la corrupción desenfrenada, se estableció un puesto de autoridades fiscales en el año 1711, que se suponía que debía "investigar, denunciar públicamente y denunciar en secreto" todos los abusos, tanto de funcionarios superiores como sus inferiores, para perseguir la malversación, el soborno y aceptar denuncias de particulares. A la cabeza de los fiscales estaba el fiscal principal, designado por el emperador y subordinado a él. El Ober Fiscal era miembro del Senado y se mantuvo en contacto con las oficinas fiscales subordinadas a través de la oficina fiscal de la Cancillería del Senado. Las denuncias fueron revisadas e informadas mensualmente al Senado por la Cámara de lo Penal : una presencia judicial especial de cuatro jueces y dos senadores (existió en 1712-1719).
Entre 1719-1723 Las divisiones fiscales estaban subordinadas al Colegio de Justicia, con el establecimiento en enero de 1722 del puesto de procurador general bajo su supervisión. Desde 1723, el fiscal general designado por el soberano se convirtió en su principal fiscal, y el fiscal principal designado por el Senado se convirtió en su asistente. En relación con esto, el servicio fiscal se retiró de la subordinación de Justicia College y recuperó la autonomía del departamento. El control fiscal vertical fue llevado al nivel de la ciudad.

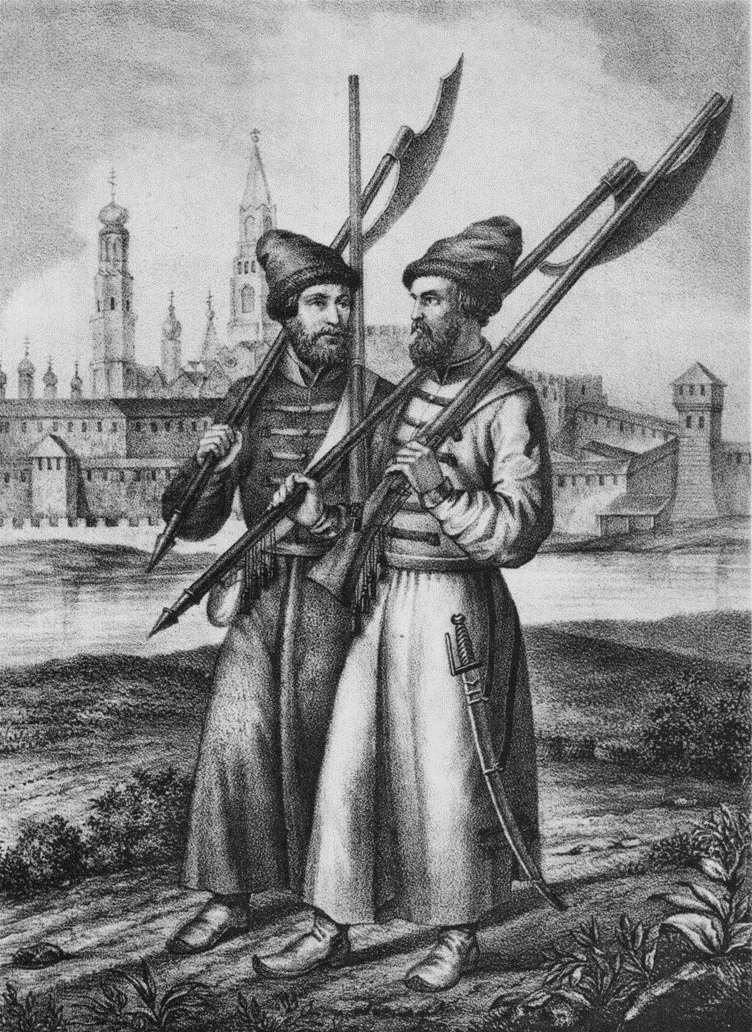
Arqueros ordinarios en 1674. Litografía del libro del siglo XIX.

## Reforma Militar
La reforma del ejército: en particular, la introducción de los regimientos del nuevo sistema, reformado según un modelo extranjero, se inició mucho antes que Pedro I, bajo su padre Alekséi Mijáilovich. Sin embargo, la capacidad de combate de este ejército era baja. La reforma del ejército y el establecimiento de la flota se han vuelto necesarias condiciones de la victoria en la Gran Guerra del Norte entre 1700 y 1721. Preparación para la guerra con Suecia, Pedro ordenado en 1699 han de producir un general militar obligatorio y empezar a entrenar a las tropas (soldados, dragones, Reitery así sucesivamente) de acuerdo con el modelo instituido por el Regimiento Preobrazhenski y el Semiónovski. Este primer conjunto de reclutamiento dio 29 regimientos de infantería y dos dragones. En 1705, se suponía que cada 20 hogares tenían un recluta de por vida. Posteriormente, se reclutaron reclutas de un cierto número de almas masculinas entre los campesinos. El reclutamiento en la flota, como en el ejército, se realizó a partir de reclutas.
Además de la estructura organizativa, Pedro cambió el sistema de suministro de materiales del ejército e hizo mucho para proporcionar armas nacionales al ejército. Ya en medio de la Guerra del Norte de 1700-1721, Pedro abrió muchas fábricas para la producción de armas, las más famosas eran la Fábrica de Armas de Tula y la Fábrica de Artillería Olonets. En términos de apoyo material, Piotr Alekséievich introdujo uniformes uniformes para la tierra (caftanes verdes y sombreros negros) y tropas de caballería (caftanes azules y sombreros negros) en el ejército ruso. Según la normativa militar.[ que? ] En 1716, también se racionaron los suministros de alimentos, se abrieron tiendas de abarrotes en todo el país.

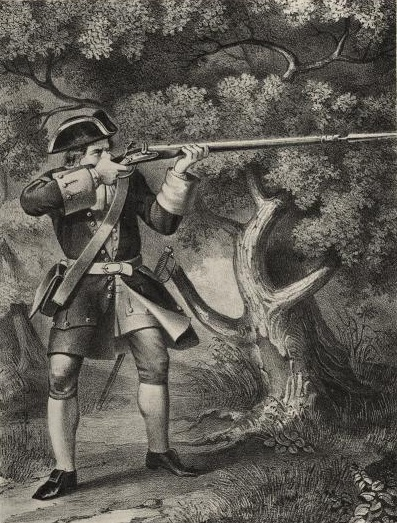
Un regimiento de infantería del ejército privado en 1720–32. Litografía del libro del siglo XIX.

Si al principio los oficiales eran en su mayoría especialistas extranjeros, luego del inicio de la navegación, la artillería y la escuela de ingeniería, el crecimiento del ejército fue satisfecho por los oficiales rusos de la nobleza. En 1715, se inauguró la Academia de Marina en San Petersburgo. En 1716, se emitió la Carta Militar, que define estrictamente el servicio, los derechos y los deberes de los militares.
Como resultado de las transformaciones, se creó un ejército regular fuerte y una armada poderosa, que Rusia simplemente no tenía antes. Al final del reinado de Pedro, el número de fuerzas terrestres regulares llegó a 210 mil (de los cuales 2600 estaban en las guardias, 41 560 en caballería, 75 mil en infantería, 14 mil en guarniciones) y hasta 110 mil tropas irregulares. La flota consistía en 48 acorazados, 787 galeras y otros barcos; había casi 30 mil personas en todos los barcos.

## Reforma de la Iglesia
Una de las transformaciones de Pedro el Grande fue la reforma de la administración de la iglesia llevada a cabo por él, dirigida a eliminar la jurisdicción de la iglesia estatal autónoma y subordinar la jerarquía de la iglesia rusa al Emperador. En 1700, después de la muerte del patriarca Adrián, Pedro I, en lugar de convocar un consejo para la elección de un nuevo patriarca, puso temporalmente a cargo al clero del Metropolitano de Riazán Stefan Yavorsky, que recibió el nuevo título de Patriarca del Patriarca Trono o Exarca.
Para administrar la propiedad de las casas patriarcales y episcopales, así como los monasterios, incluidos los campesinos que les pertenecían (aproximadamente 795 mil), se restauró la orden monástica, encabezada por I. A. Musin-Pushkin, quien nuevamente se hizo responsable del juicio de los campesinos monásticos y controlar los ingresos de la iglesia y la tenencia de la tierra monástica. En 1701, se emitieron una serie de decretos para reformar la administración de las posesiones monásticas de la iglesia y la estructura de la vida monástica; los más importantes fueron los decretos del 24 y 31 de enero (11 de febrero) de 1701.
En 1721, Pedro aprobó el Reglamento espiritual, cuya redacción fue confiada al Obispo de Pskov, un zar aproximado de la Pequeña Rusia, Teófanes Prokopóvich. Como resultado, se llevó a cabo una reforma radical de la iglesia, eliminando la autonomía del clero y subordinándola completamente al estado. En Rusia, el patriarcado y la conciliaridad de la Iglesia ortodoxa rusa fueron abolidos. La Junta Teológica se estableció en la primera reunión, en 1721, que pasó a llamarse Santísimo Sínodo Gobernante, que fue reconocido por los patriarcas orientales como un igual al patriarca. Todos los miembros del Sínodo fueron nombrados por el Emperador y prestaron su juramento leal al asumir el cargo. El Santísimo Sínodo Gobernante fue el máximo órgano de gobierno en su poder e igual al Senado. En la parte espiritual, dio instrucciones a todas las instituciones subordinadas del imperio. El Santísimo Sínodo Gobernante con el Senado fue demolido por "vedyami". Bajo Pedro I, estos cuerpos sostuvieron conferencias conjuntas. La guerra estimuló la retirada de objetos de valor de las tiendas del monasterio. Pedro no acudió a la secularización completa de la iglesia y las posesiones monásticas, que se llevó a cabo mucho más tarde, al comienzo del reinado de Catalina II.

## Política religiosa
La era de Pedro estuvo marcada por una tendencia hacia una mayor tolerancia religiosa. Pedro detuvo la acción de 12 artículos adoptados por Sofía, según los cuales los viejos creyentes, que se negaron a renunciar a la "división", serían quemados en la hoguera. A los "cismáticos" se les permitió practicar su fe, sujeto al reconocimiento de la orden estatal existente y al pago de impuestos en doble tamaño. La libertad de fe completa se otorgó a los extranjeros que vinieron a Rusia, se eliminaron las restricciones a la comunión entre ortodoxos y cristianos de otras denominaciones (en particular, se permitieron los matrimonios interreligiosos).
Sin embargo, después de un enfrentamiento armado con los hermanos monásticos en el monasterio basiliano de Polotsk en el territorio de la Commonwealth, que tuvo lugar durante las vísperas el 11 de julio de 1705 y en el que cuatro soldados fueron heridos de muerte, Pedro ordenó que uno de los monjes fuera ahorcado.

## Reforma financiera

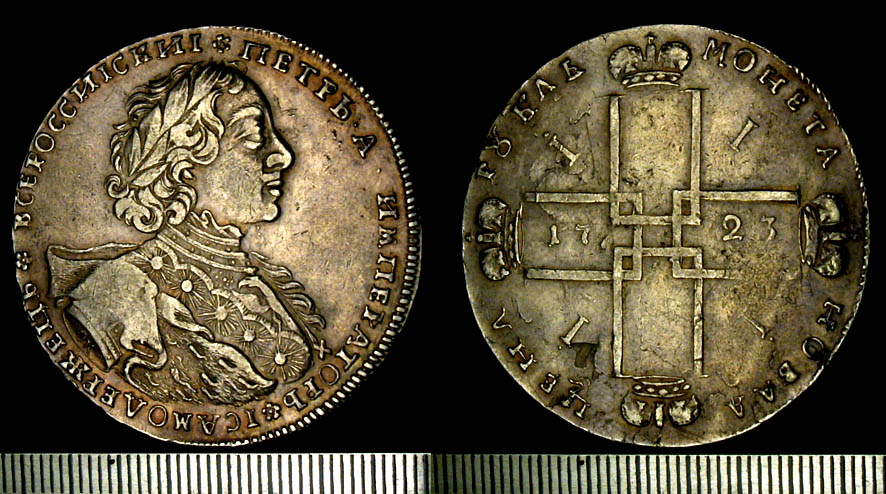
Rublo de plata. 1723

Las Campañas de Azov, la Gran Guerra del Norte 1700 - 1721 años y el mantenimiento del ejército de reclutamiento constante creado por Pedro I, requieren enormes recursos para recoger y reformas financieras que se han enviado.
En la primera etapa, todo se redujo a encontrar nuevas fuentes de fondos. A las aduanas tradicionales y las solicitudes kabatsky se agregaron tarifas y beneficios de la monopolización de la venta de ciertos bienes (sal, alcohol, alquitrán, cerdas, etc.), impuestos indirectos (baño, pescado, caballos, impuestos sobre los ataúdes de roble, etc.), uso obligatorio del papel de sello, acuñación de monedas de menor peso (deterioro).
En 1704, Pedro llevó a cabo una reforma monetaria, como resultado de lo cual la unidad monetaria principal no era el dinero, sino un centavo. A partir de ahora, comenzó a igualar no a la mitad de dinero, sino a 2, pero esta palabra apareció por primera vez en las monedas. Al mismo tiempo, el rublo indispensable, que había sido una unidad monetaria condicional desde el siglo XV, se equiparó a 68 gramos de plata pura y se usó como referencia en las transacciones de cambio, también se canceló. La medida más importante en el curso de la reforma financiera fue la introducción del impuesto principal en lugar del impuesto familiar existente. En 1710 se realizó un censo de "hogares", que mostró una disminución en el número de patios. Una de las razones de tal disminución fue el hecho de que para reducir los impuestos, varios patios estaban cerrados con una sola cerca, y se hizo una puerta (se consideró en el censo una yarda). Debido a estas deficiencias, se decidió cambiar al impuesto de votación. En 1718 - 1724, se realizó un nuevo censo en paralelo con la revisión de la población (revisión del censo), que comenzó en 1722. De acuerdo con esta auditoría de personas en situación fiscal, 5,967,313 personas resultaron.
Sobre la base de los datos obtenidos, el gobierno dividió en la población la cantidad de dinero necesaria para mantener el ejército y la marina.
Como resultado, se determinó el tamaño del impuesto de la encuesta: los terratenientes siervos pagaban al estado 74 kopeks, los campesinos estatales - 1 rublo 14 kopeks (ya que no pagaban las cuotas), la población urbana - 1 rublo 20 kopecks. Sujeto a impuestos solo hombres, independientemente de la edad. La nobleza, el clero, así como los soldados y cosacos estaban exentos del impuesto de votación. El alma era contable: los muertos entre las revisiones no se excluían de las listas de impuestos, los recién nacidos no se incluían y, como resultado, la carga fiscal se distribuía de manera desigual.
Como resultado de la reforma fiscal, el tamaño de la tesorería se incrementó significativamente. Si en 1710 los ingresos alcanzaban hasta 3.134.000 rublos; luego en 1725 había 10,186,707 rublos. (Según información extranjera - hasta 7,859,833 rublos).

## Transformaciones en la industria y el comercio
Al darse cuenta de la brecha técnica entre Rusia durante la Gran Embajada, Pedro no pudo evitar el problema de reformar la industria rusa. Además, la creación de su propia industria fue dictada por necesidades militares, como lo indicaron varios historiadores. Al comenzar la Guerra del Norte con Suecia para poder acceder al mar y proclamar la tarea de construir una flota moderna en el Báltico (e incluso antes en Azov), Pedro se vio obligado a construir fábricas diseñadas para satisfacer las crecientes necesidades del ejército y la marina.
Uno de los principales problemas fue la falta de artesanos calificados. El rey resolvió este problema atrayendo a extranjeros al servicio ruso en condiciones favorables, enviando a nobles rusos a estudiar en Europa occidental. Los fabricantes gozaban de grandes privilegios: estaban exentos del servicio militar con niños y artesanos, solo estaban sujetos a un juicio en el tribunal del Manufactory Collegium, se deshicían de los impuestos y obligaciones internas, podían traer las herramientas y los materiales que necesitaban del extranjero, sin poder militar.
En 1704, la primera planta de fundición de plata en Rusia se construyó cerca de Nérchinsk en Siberia. Al año siguiente le dio la primera plata.
Se tomaron medidas significativas para la exploración de minerales en Rusia. Anteriormente, el estado ruso en materias primas dependía completamente de países extranjeros, principalmente Suecia (el hierro se transportaba desde allí), pero después del descubrimiento de depósitos de mineral de hierro y otros minerales en los Urales, no había necesidad de comprar hierro. En 1723, los ferrocarriles más grandes de Rusia se instalaron en los Urales, desde donde se desarrolló la ciudad de Ekaterimburgo. Bajo Pedro fueron fundados Nevyansk, Kámensk-Uralski, Nizhni Taguil. Aparecen fábricas de armas (patios de cañones, arsenales) en la región de Olonets, Sestroretsk y Tula, plantas de polvo - en San Petersburgo y cerca de Moscú, se está desarrollando la industria del cuero y textiles - en Moscú, Yaroslavl, Kazán y la Ucrania del Margen Izquierdo, que fue causada por la necesidad de fabricar equipos y uniformes para las tropas rusas, hilatura de seda, papel, cemento, fábrica de azúcar. y una fábrica de enrejados.
En 1719, se publicó " Berg-privilegio " en el que se le dio a todos el derecho a buscar en todas partes, fusión, cocinar y limpia metales y minerales sujetos a pago "impuestos a la minería" en 1/10 del costo de producción y 32 acciones en favor del dueño de la tierra Donde se encuentran depósitos de mineral. Por el ocultamiento del mineral y un intento de evitar la minería, el propietario fue amenazado con la confiscación de tierras, los castigos corporales e incluso la pena de muerte "por mirar".

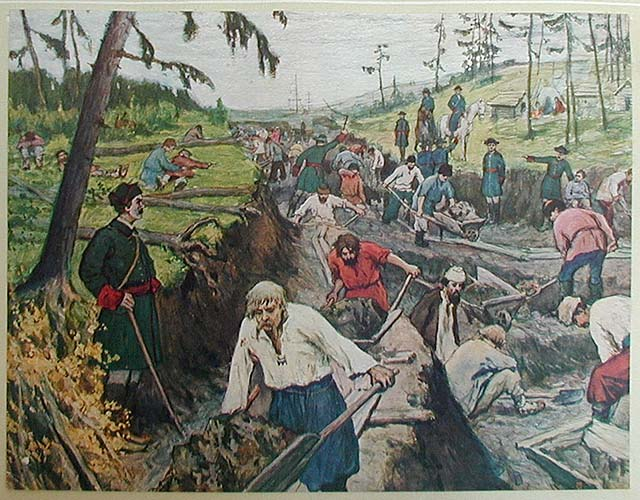
Construcción del Canal de Ládoga

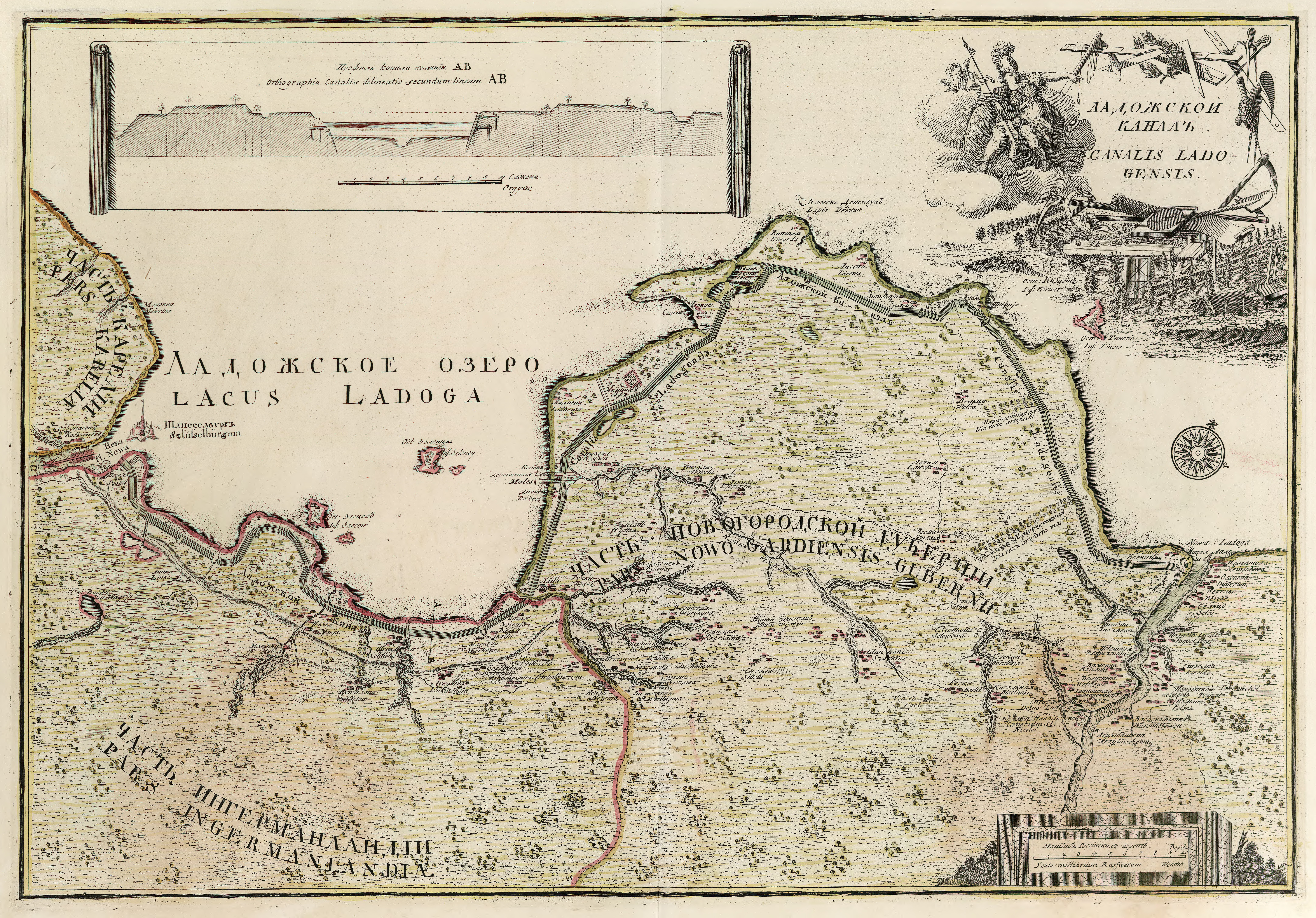
Mapa del canal del emperador Pedro el Grande (1741-42)

El principal problema en las fábricas rusas de la época era la escasez de mano de obra. El problema se resolvió mediante medidas violentas: pueblos enteros y pueblos se atribuyeron a las fábricas, cuyos campesinos pagaban sus impuestos sobre las fábricas (tales campesinos se llamarían adscritos), los criminales y los mendigos fueron enviados a las fábricas. En 1721, hubo un decreto que permitía a los "mercaderes" comprar aldeas, cuyos campesinos podrían ser reasentados en las fábricas (tales campesinos se llamarían en período de sesiones).
El desarrollo adicional recibió el comercio. Con la construcción de San Petersburgo, el papel del puerto principal del país pasó de Arjánguelsk a la futura capital. Se construyeron canales fluviales.
En particular, se construyeron los canales Vyshnevolotsky (sistema de agua Vyshnevolotsk) y Bypass. Al mismo tiempo, fracasaron dos intentos de construir el Canal Volga-Don (aunque se construyeron 24 portales), mientras que decenas de miles de personas trabajaron en su construcción, las condiciones de trabajo fueron difíciles y la tasa de mortalidad fue muy alta.
Algunos historiadores caracterizan la política comercial de Pedro como una política proteccionista, que consiste en apoyar la producción nacional y establecer mayores derechos sobre los productos importados (esto correspondía a la idea de mercantilismo). Por lo tanto, en 1724 se introdujo un arancel aduanero de protección: derechos elevados sobre las mercancías extranjeras que podían producirse o que ya producían las empresas nacionales.
El número de fábricas y plantas al final del reinado de Pedro alcanzó 233, incluyendo alrededor de 90 eran grandes fábricas.

## Reforma de la autocracia
Antes de Pedro I, el orden de sucesión en Rusia no estaba regulado de ninguna manera por la ley, y estaba completamente determinado por la tradición. Pedro I introdujo un decreto en 1722 sobre la sucesión al trono, según el cual el monarca reinante durante su vida designa a su sucesor, y el emperador puede convertir a cualquiera en su sucesor (se asumió que el rey nombraría al "más digno" para ser su sucesor). Esta ley actuó antes del reinado de Pablo I. El mismo Pedro no tuvo tiempo de usar la ley.

## Política de la propiedad

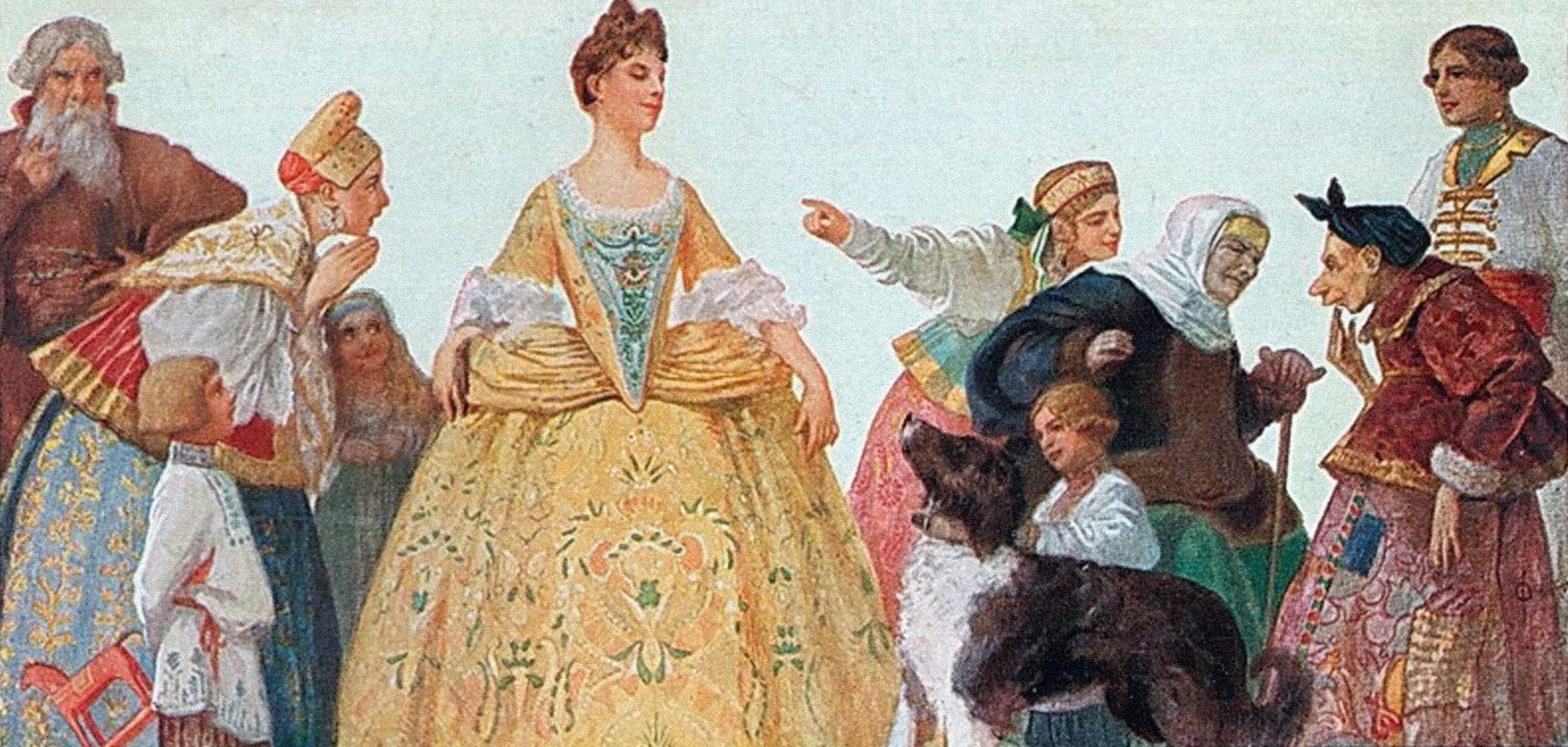
¡Espantapájaros ecológicos! S.Solomko

El objetivo principal perseguido por Pedro I en la política social es la formulación legal de los derechos y obligaciones del patrimonio de cada categoría de la población de Rusia. Como resultado, surgió una nueva estructura de la sociedad, en la que el carácter de la finca se formó más claramente. Los derechos y deberes de la nobleza se expandieron y, al mismo tiempo, se fortaleció la opresión de los campesinos.

### La nobleza
Hitos:
- El decreto sobre educación en 1706: los niños pequeños deben necesariamente recibir educación primaria o en el hogar.

- Decreto sobre patrimonios de 1704: los patrimonios nobles y boyardos no están divididos y se equiparan entre sí.

- El decreto sobre la herencia unificada de 1714: un terrateniente con hijos podría legar todos sus bienes inmuebles a solo uno de ellos de su elección. El resto estaban obligados a servir. El decreto marcó la fusión final del patrimonio noble y el patrimonio boyardo, eliminando así por completo las diferencias entre ellos.

- La división del servicio militar, civil y judicial por 14 rangos. Al llegar al octavo grado, cualquier oficial o militar podría recibir el estatus de un noble personal. Por lo tanto, la carrera de una persona no depende principalmente de su origen, sino de los logros en el servicio público.

El lugar de los antiguos boyardos fue tomado por los "generales", que consistía en los rangos de las primeras cuatro clases de la " Tabla de Rangos ". El servicio personal confundió a los representantes de la ex nobleza patrimonial con personas criadas por el servicio. Las medidas legislativas de Pedro, sin ampliar significativamente los derechos de propiedad de la nobleza, cambiaron significativamente sus deberes. La guerra, que en tiempos de Moscú era un deber de una clase estrecha de personas de servicio, ahora se convierte en un deber de todos los estratos de la población. El noble de la época de Pedro el Grande aún posee el derecho exclusivo de la tenencia de la tierra, pero debido a los edictos sobre la herencia y revisión unificadas, es responsable de la utilidad de pago de impuestos de su campesino.. La nobleza está obligada a aprender a prepararse para el servicio. Pedro destruyó la cercanía anterior de la clase de servicio, habiendo abierto, a través del servicio en la Tabla de Rangos, el acceso a la nobleza entre personas de otras clases. Por otro lado, por la ley de la herencia unificada, abrió una salida de la nobleza a los comerciantes y al clero para aquellos que la querían. La nobleza de Rusia se convierte en un estado militar-burocrático, cuyos derechos son creados y heredados por el servicio estatal, y no por nacimiento.

### Campesinado
Las reformas de Pedro cambiaron la posición de los campesinos. De las diferentes categorías de campesinos que no estaban en servidumbre dependiendo de los terratenientes o de la iglesia (campesinos de nariz negra del norte, nacionalidades no rusas, etc.), se formó una nueva categoría de campesinos estatales : personalmente gratis, pero pagando cuotas al estado. La opinión de que esta medida es "destruir los restos del campesinado libre 'es incorrecta, ya que los grupos de población de los campesinos del Estado en el período pre-petrino no es considerado como libre - que estaban unidos a la tierra (código Conciliar del año 1649) y se podrían conceder al rey para los individuos y las iglesias como siervos Estado Campesinos en el siglo XVIII.tenía los derechos de personas personalmente libres (podía ser dueño de una propiedad, actuar ante un tribunal como una de las partes, elegir representantes en los cuerpos de la finca, etc.), pero estaba restringido en el movimiento y podía serlo (hasta principios del siglo XIX, cuando finalmente se aprobó esta categoría) como personas libres) fueron transferidos por el monarca a la categoría de siervos. Los actos legislativos relativos al propio campesinado fueron contradictorios. Así, se restringió la intervención de los terratenientes en la conclusión de los matrimonios de siervos (decreto de 1724), se prohibió exponer a los siervos en lugar de ellos mismos como acusados ante los tribunales y mantenerlos en el derecho de las deudas del propietario. También se confirmó la norma sobre el traslado a la custodia de las haciendas de los terratenientes que arruinaron a sus campesinos. Y dada la oportunidad de contar campesinos registrados en los soldados que los liberó de la servidumbre (el decreto del emperador. Elizabeth 2 (13) de julio 1742 los siervos años privados de esta posibilidad).
Por un decreto de 1699 y por la sentencia del Ayuntamiento de 1700, los campesinos que se dedicaban al comercio o la artesanía tenían derecho a ir a los suburbios, liberándose de la servidumbre (si el campesino estaba en eso). Al mismo tiempo, las medidas contra los campesinos fugitivos se ajustaron significativamente, se distribuyeron grandes masas de campesinos palaciegos a particulares, se permitió a los terratenientes entregar los siervos a los reclutas. Por decreto del 7 (17) de abril de 1690 (según el calendario juliano), se le permitió conceder, por las deudas impagas de los siervos "locales", que de hecho era una forma de comercio de siervos. La imposición de esclavos (es decir, sirvientes personales sin tierra) con una cuota de votación llevó a la fusión de esclavos con los siervos. Los campesinos de la iglesia estaban subordinados a la orden monástica y retirados de los monasterios.
Bajo Pedro, se creó una nueva categoría de agricultores dependientes: campesinos asignados a las manufacturas. Estos campesinos en el siglo XVIII recibieron el nombre de la sesión. Por un decreto de 1721, los nobles y los comerciantes-fabricantes tenían permitido comprar campesinos a las fábricas para trabajar para ellos. Los campesinos comprados a la fábrica no se consideraban propiedad de sus dueños, sino que estaban vinculados a la producción, por lo que el dueño de la fábrica no podía vender ni comprometer a los campesinos por separado de la manufactura. Los agricultores de la sesión recibieron un salario fijo y realizaron una cantidad fija de trabajo.

### Población urbana
La población urbana en la era de Pedro I era muy pequeña: alrededor del 3% de la población. La única ciudad importante fue Moscú, que hasta el reinado de Pedro fue la capital. Aunque en términos del desarrollo de las ciudades y la industria, Rusia fue muy inferior a Europa occidental, pero durante el siglo XVII. Hubo su crecimiento gradual. La política social de Pedro el Grande, concerniente a la población urbana, persiguió la provisión del pago del impuesto de votación. Para esto, la población se dividió en dos categorías: regular (industriales, comerciantes, artesanos de talleres) y ciudadanos irregulares (todos los demás). La diferencia entre el habitante regular urbano del final del reinado de Pedro y el irregular era que el ciudadano regular participaba en la administración de la ciudad al elegir a los miembros del magistrado, estaba inscrito en el gremio y en la tienda o llevaba el servicio monetario en la parte que le correspondía por el diseño público.
En 1722 había tiendas de artesanía en el modelo de Europa occidental. El principal objetivo de su creación fue la unión de artesanos dispersos para producir los productos que necesita el ejército. Sin embargo, la estructura de la tienda en Rusia no ha arraigado. Durante el reinado de Pedro, el sistema de gestión de la ciudad cambió. Los voivodas nombrados por el rey fueron reemplazados por magistrados de la ciudad elegidos, subordinados al juez jefe. Los magistrados aportaron recaudación de impuestos y realizaron funciones judiciales. Estas medidas significaron el desarrollo del autogobierno urbano.

## Transformaciones culturales

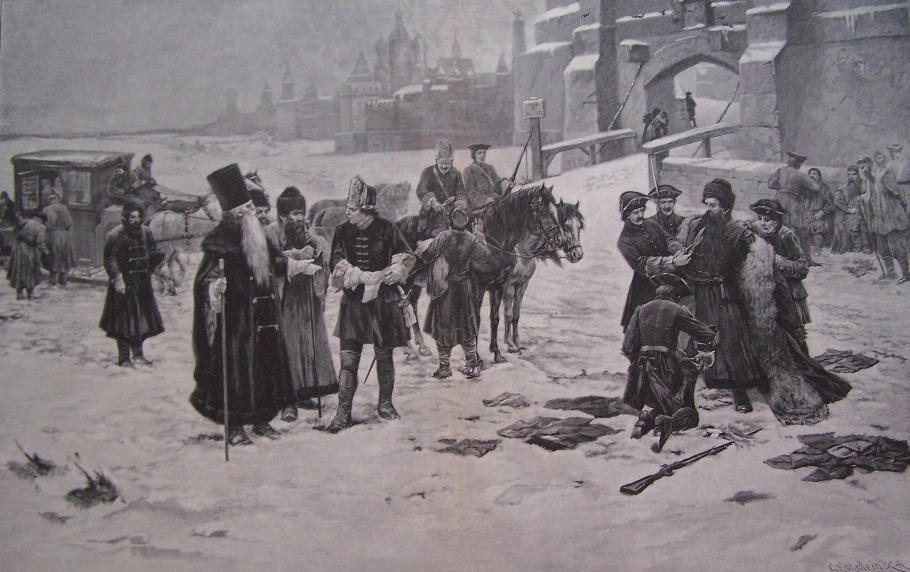
Introducción forzada de ropa occidental y el afeitado bajo Pedro I

Pedro cambió el comienzo de la cronología de la creación del mundo al nacimiento de Cristo. El año 7208 de la era bizantina fue el 1700 dC, y el Año Nuevo se celebró el 1 de enero. Además, cuando a Pedro se le presentó una aplicación uniforme del calendario juliano.
Después de regresar de la Gran Embajada, Pedro I lideró una lucha contra las manifestaciones externas de una forma de vida "anticuada" (la prohibición más famosa de las barbas), pero no menos prestó atención a la introducción de la nobleza a la educación y la cultura secular europeizada. Comenzaron a aparecer las escuelas seculares, fundó el primer periódico ruso, que fue llamado "Védomosti", hay muchos libros traducidos al ruso. El éxito al servicio de Pedro hizo que la nobleza dependiera de la educación.
Cuando Pedro en 1703 apareció el primer libro en ruso con números arábigos ("Arithmetic" de Leonty Magnitsky). Hasta ese número fueron denotados por letras con títulos (líneas onduladas). En 1708, Pedro aprobó un nuevo alfabeto con un esquema simplificado de letras (la fuente eslavo eclesiástica se mantuvo para imprimir literatura de la iglesia), se excluyeron dos letras "xi" y "psi".
Pedro creó nuevas imprentas, en las que había 1312 títulos de libros impresos sobre 1700-1725 (dos veces más que en toda la historia anterior de la tipografía rusa). Gracias al aumento de la tipografía, el consumo de papel aumentó de 4 a 8 mil hojas a fines del siglo XVII, a 50 mil hojas en 1719.
Hubo cambios en el idioma ruso, que incluyó 4.5 mil palabras nuevas, tomadas de los idiomas europeos.
En 1724, Pedro aprobó la carta de la Academia de Ciencias organizada (inaugurada en 1725 después de su muerte).

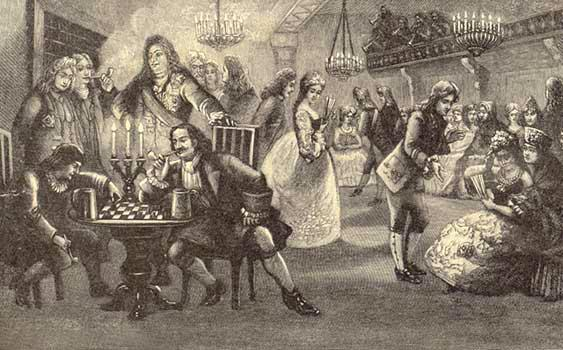
Asamblea de Pedro I.

De particular importancia fue la construcción de la piedra de Petersburgo, a la que asistieron arquitectos extranjeros y que se llevó a cabo de acuerdo con el plan desarrollado por el rey. Creó un nuevo entorno urbano con formas de vida y entretenimiento anteriormente desconocidas (teatro, mascaradas). La decoración interior de las casas, el modo de vida, la composición de los alimentos, etc. han cambiado.
Un decreto especial del rey en 1718 introdujo asambleas que representan una nueva forma de comunicación entre la gente para Rusia. En las asambleas, los nobles bailaban y se comunicaban libremente, en contraste con las fiestas anteriores. Las reformas emprendidas por Pedro I afectaron no solo a la política, a la economía, sino también al arte. Pedro invitó a artistas extranjeros a Rusia y al mismo tiempo envió a jóvenes talentosos a estudiar "artes" en el extranjero, principalmente a Holanda e Italia. En el segundo cuarto del siglo XVIII. Los "jubilados de Pedro" comenzaron a regresar a Rusia, trayendo con ellos una nueva experiencia artística y habilidades adquiridas.
30 de diciembre de 1701 (10 de enero de 1702). Pedro emitió un decreto que ordenaba escribir en peticiones y otros documentos los nombres completamente en lugar de los nombres despectivos (Ivashka, Senka, etc.), no se arrodillan frente al rey La casa en la que se encuentra el rey, no despega. Explicó la necesidad de estas innovaciones de la siguiente manera: "Menos vileza, más diligencia en el servicio y lealtad a mí y al estado: esto es característico del rey..."
Pedro intentó cambiar la posición de las mujeres en la sociedad rusa. Él, por decretos especiales (1700, 1702 y 1724), prohibió el matrimonio forzado y el matrimonio. Se prescribió que entre el compromiso y la boda no era menos de un período de seis semanas, "para que los novios pudieran reconocerse". Si durante este tiempo, se dijo en el decreto, "la novia no tomará el novio del novio, o la novia no irá y se casará con el novio", no importa cómo los padres insisten, "ser libres en eso". Desde 1702, a la novia (y no solo a sus familiares) se le otorgó el derecho formal de rescindir el compromiso matrimonial y alterar el matrimonio conspirado, y ninguna de las partes tenía el derecho de "imponer una multa a las personas". Las normas legales 1696 -1 704 años. sobre los festivales públicos, introdujeron la obligación de participar en las celebraciones y festivales de todos los rusos, incluida la "mujer".
Gradualmente, entre la nobleza, tomó forma un sistema diferente de valores, percepción del mundo e ideas estéticas, que diferían radicalmente de los valores y la visión del mundo de la mayoría del resto de las clases.

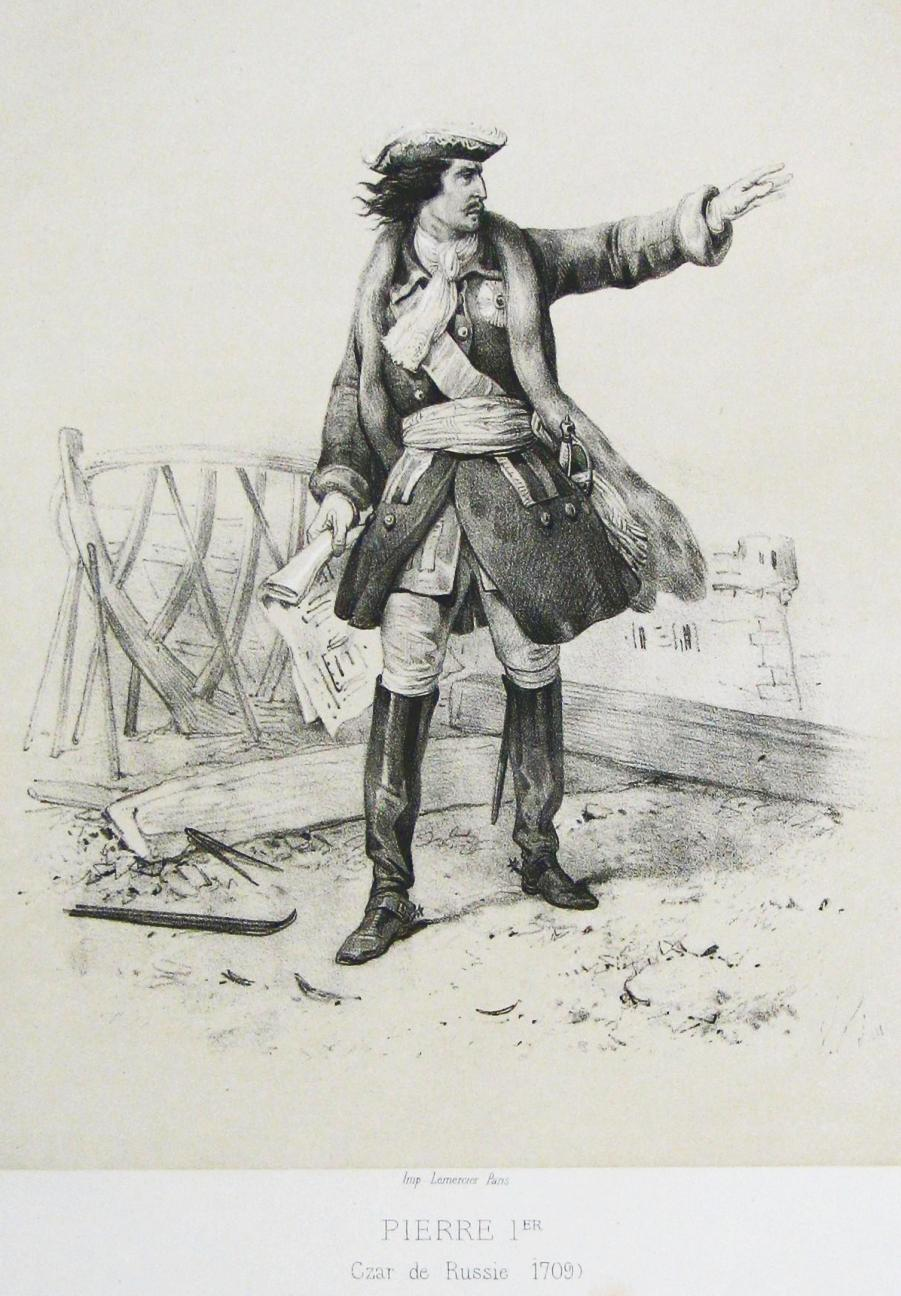
Pedro I en 1709, Figura de mediados del siglo XIX.

## Reforma educativa
Pedro reconoció claramente la necesidad de la iluminación y discutió este tema, incluso entre los años 1698 y 1699 con el Patriarca Adrian (esto también se debía al hecho de que las escuelas de la iglesia eran una parte importante de la educación en ese momento). El rey tomó una serie de medidas decisivas para reformar esta tendencia.
El 14 (25) de enero de 1701 se inauguró una escuela de ciencias matemáticas y de navegación en Moscú. Entre 1701–1721, se abrieron escuelas de artillería, ingeniería y medicina en Moscú, una escuela de ingeniería y una academia marítima en San Petersburgo, y una escuela de minería en las fábricas de Olonets y Ural. En 1705 se inauguró el primer gimnasio ruso. Los objetivos de la educación de masas debían servir, por decreto del 20 (31): de enero de 1714, a las escuelas en las ciudades de provincia, para que "niños de todas las clases pudieran aprender a leer y escribir, números y geometría". Se suponía que debían crear dos escuelas de este tipo en cada provincia, donde se suponía que la educación era gratuita. En 1721 se abrieron escuelas de guarnición para hijos de soldados, se creó una red de escuelas de teología para la formación de sacerdotes.
El 20 (31) de enero de 1724, en el Senado, el emperador firmó la definición "en la Academia" y dos días después aprobó el borrador del reglamento sobre la Academia de Ciencias, la universidad y el gimnasio en él.
Según Weber, un poeta de Hannover, durante el reinado de Pedro, varios miles de rusos fueron enviados a estudiar en el extranjero.
Los decretos de Pedro introdujeron la educación obligatoria para los nobles y el clero, pero una medida similar para la población urbana se encontró con la feroz resistencia de los nobles y fue abolida. El intento de Pedro de crear una escuela primaria de todas las clases fracasó (la creación de una red de escuelas se detuvo después de su muerte, la mayoría de las escuelas digitales bajo sus sucesores se convirtieron en escuelas de clase para capacitar al clero), pero su reinado sentó las bases para la difusión de la educación.

## Reforma del calendario
En Rusia, el 20 de diciembre de 7207 (fecha desde la creación del mundo), se firmó el decreto de Pedro I No. 1736 "Sobre la celebración del Año Nuevo", que dice que después del 31 de diciembre de 7207, que vendrá el 1 de enero de 1700, y su fecha (y no) debe considerarse el comienzo del año.
Según algunas fuentes, en el Kremlin, los heraldos "en pleno Ivánovo" gritaron el decreto del Zar Pedro el 15 de diciembre de 7207 (de la creación del mundo).
El año 7207 de la creación del mundo, por lo tanto, resultó ser el más corto para Rusia, porque duró solo cuatro meses, de septiembre a diciembre.